# Ignazio Busca

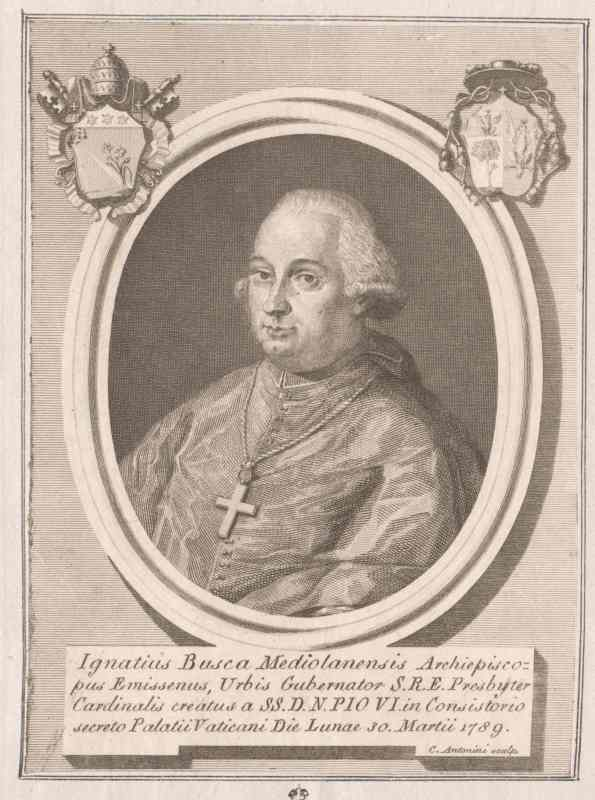
Ignazio Kardinal Busca

Ignazio Busca (* 31. August 1731 in Mailand; † 12. August 1803 in Rom) war ein italienischer Kardinal und Kardinalstaatssekretär der römisch-katholischen Kirche. Seine Haltung gegenüber der Französischen Revolution sorgte 1796 für die erste französische Besetzung des Kirchenstaates.

## Leben

### Bis zur Priesterweihe
Ignazio Busca, Sohn einer mailändischen Adelsfamilie, studierte Zivil- und Kirchenrecht an der Universität La Sapienza in Rom. 1759 wurde er Referent der Apostolischen Signatur. Anfang 1760 wurde er Gouverneur von Rieti, von 1764 bis 1766 übte er dieselbe Funktion in Fabiano aus. Papst Clemens XIII. verlieh ihm 1767 den Titel eines Päpstlichen Hausprälaten. Im August 1775 wurde er zunächst Subdiakon und empfing schließlich die Priesterweihe.

### Zeit als Apostolischer Nuntius und Gouverneur von Rom
Papst Pius VI. ernannte Busca am 11. September 1775 zum Titularerzbischof von Hemesa. Die Bischofsweihe spendete ihm sechs Tage später Kardinal Henry Benedict Stuart; Mitkonsekratoren waren Francesco Maria Piccolomini und Stefano Evodio Assemani. Noch im September 1775 wurde er Apostolischer Nuntius in Flandern. 1781 erließ Kaiser Joseph II. ein Edikt, nach dem die Nuntiatur ab sofort in die Zuständigkeit der Herzöge von Limburg und Luxemburg fiel. Busca informierte den Papst über den Beschluss, protestierte aber nicht. Zusätzlich wurde er Apostolischer Vikar der holländischen Mission. Er bewies zunächst diplomatisches Geschick, unterschätzte allerdings die Bedeutung des Jansenismus in Holland und Flandern. 1785 kehrte er als Gouverneur von Rom in den Vatikan zurück. Es war ein Amt, das Busca persönlich sehr zusagte, da er als Experte für die innere Verwaltung des Kirchenstaates galt. Er übte es bis zu seiner Kardinalserhebung aus.

### Kardinal und Kardinalstaatssekretär
Im Konsistorium vom 30. März 1789 nahm Pius VI. ihn als Kardinalpriester von Santa Maria della Pace ins Kardinalskollegium auf. Kardinal Busca wurde danach Protektor mehrerer Kirchen, Klöster und Universitäten in Italien. Von 1791 bis 1792 war er Kämmerer des Kardinalskollegiums. Im Dezember 1795 wurde ihm die Titelkirche Santa Maria degli Angeli zugewiesen. Im August 1796 wurde er Kardinalstaatssekretär. Wie Pius VI. lehnte Kardinal Busca die Ideen der Französischen Revolution kompromisslos ab. Seine feindselige Politik sorgte allerdings dafür, dass die Franzosen den Kirchenstaat besetzten. Er versuchte daher, ein Bündnis mit Kaiser Joseph II. zu schließen, allerdings vergeblich. Die Besetzung konnte erst im März 1797 mit dem Vertrag von Tolentino beendet werden, der dem Papst viele Gebietsabtretungen abverlangte und an dem sein Staatssekretär heftige Kritik übte. So versuchte er vergeblich, das Bröckeln der Struktur des Kirchenstaates abzuwenden. Busca, der sich für die Geschehnisse verantwortlich fühlte, bot dem Papst daraufhin den Rücktritt von seinem Amt an. Pius VI. lehnte zunächst ab, doch Kardinal Busca reichte erneut ein Rücktrittsgesuch ein, das der Papst schließlich annahm. Mit Giuseppe Maria Doria Pamphilj wurde ein Nachfolger ernannt, der mehr diplomatisches Feingefühl gegenüber Frankreich besaß als Busca.

### Späte Jahre und Tod
Nach seinem Rücktritt im März 1797 sank Buscas Einfluss. 1798 besetzte Frankreich erneut Rom und rief die Römische Republik aus. Kardinal Busca musste zunächst ins Königreich Neapel und schließlich nach Palermo fliehen, sein Bibliotheksbestand wurde nach Frankreich überführt. Nach dem Tode Pius’ VI. im August 1799 reiste er nach Venedig, um 1799 bis 1800 am Konklave teilzunehmen, in dem Pius VII. gewählt wurde. 1800 kehrte er nach Rom zurück und war maßgeblich an der Reorganisation der vatikanischen Kongregationen und am Wiederaufbau der kirchenstaatlichen Verwaltung beteiligt. Er starb drei Jahre später in Rom und wurde in seiner Titelkirche Santa Maria degli Angeli beigesetzt.